# 奧登鎮區 (阿肯色州蒙哥馬利縣)
奧登鎮區（英語：Oden Township）是位於美國阿肯色州蒙哥馬利縣的一個行政鎮區。

## 地方資料
奧登鎮區的面積為311.66平方千米，當中陸地面積為309.82平方千米，而水域面積為1.84平方千米。根據2010年美國人口普查的數據，當地共有人口944人，而人口密度為每平方千米3.03人。